# Normalidad (comportamiento)

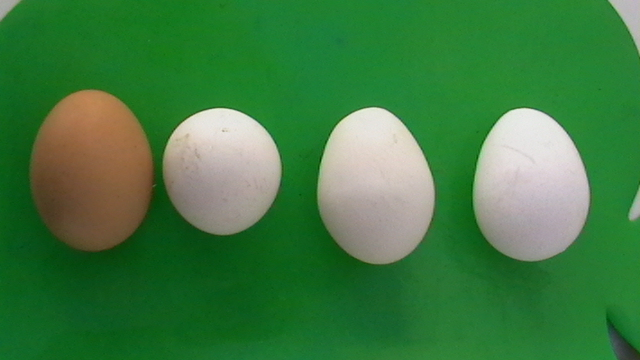
Comparación de una unidad de 4 huevos con distintas características.

Normalidad es un comportamiento que puede ser común, usual o frecuente en una persona (normalidad intrapersonal).  También se usa el término normal para describir el comportamiento individual que se ajusta al comportamiento más común en la sociedad (lo que se conoce como conformidad). Sin embargo, el comportamiento normal suele reconocerse solo en contraste con la anormalidad.
En muchos casos, la normalidad se utiliza para emitir juicios morales, de modo que la normalidad se considera buena mientras que la anormalidad se ve como mala, o, por el contrario, la normalidad puede verse como aburrida o poco interesante. El ser considerado normal o no normal puede tener repercusiones sociales, como ser incluido, excluido o estigmatizado por la sociedad en general.

## Medición
Surgen muchas dificultades al medir comportamientos normales—los biólogos enfrentan problemas similares al definir la normalidad. Una complicación que surge es si el término 'normalidad' se usa correctamente en el lenguaje cotidiano. Por ejemplo, se dice "este corazón es anormal" si solo una parte no funciona correctamente, aunque puede ser inexacto describir todo el corazón como 'anormal'. Puede existir una diferencia entre la normalidad de la estructura de una parte del cuerpo y su función. De manera similar, un patrón de comportamiento puede no ajustarse a las normas sociales, pero aun así ser efectivo y no problemático para el individuo. Cuando existe una dicotomía entre la apariencia y la función de un comportamiento, puede ser difícil medir su normalidad. Esto es relevante al intentar diagnosticar una patología y se aborda en el Manual diagnóstico y estadístico de los trastornos mentales. 

## Normalidad estadística
En general, 'normal' se refiere a la ausencia de desviaciones significativas respecto al promedio. El término normal se utiliza en un sentido más estricto en matemáticas, donde una distribución normal describe una población cuyas características se agrupan en torno al promedio o norma. Al analizar un comportamiento específico, como la frecuencia de mentir, un investigador puede usar una curva de Gauss para graficar todas las reacciones, y una reacción normal estaría dentro de una desviación estándar, es decir, el 68.3% más promedio. Sin embargo, este modelo matemático solo se aplica a un rasgo particular a la vez, ya que, por ejemplo, la probabilidad de que un solo individuo esté dentro de una desviación estándar para 36 variables independientes sería de una en un millón.
En estadística, normal suele considerarse arbitrariamente todo aquello que cae dentro de aproximadamente 1.96 desviaciones estándar de la media, es decir, el 95% más promedio (1.96). La probabilidad de que un individuo se encuentre dentro de 1.96 desviaciones estándar para 269 variables independientes es de aproximadamente una en un millón. Para solo 59 variables independientes, la probabilidad es apenas inferior al 5%. Bajo esta definición de normal, sería anormal ser normal respecto a 59 variables independientes.

## Sociología

### Durkheim
En su obra Las reglas del método sociológico, el sociólogo francés Émile Durkheim indica que es necesario que el método sociológico ofrezca parámetros para distinguir la normalidad de la patología o anormalidad. Sostiene que los comportamientos, o hechos sociales, presentes en la mayoría de los casos son normales, y que las excepciones a ese comportamiento indican patología. El modelo de normalidad de Durkheim también explica que los comportamientos más frecuentes o generales, y por lo tanto los más normales, persistirán durante los periodos de transición en la sociedad.
El crimen, por ejemplo, debe considerarse normal porque existe en todas las sociedades a lo largo del tiempo. Existen dos niveles de normalidad: los comportamientos considerados normales a nivel social pueden seguir siendo patológicos a nivel individual. A nivel individual, las personas que violan las normas sociales, como los delincuentes, reciben un castigo por parte del resto de la sociedad.

### Normas sociales
El comportamiento de un individuo está guiado por lo que percibe como expectativas de la sociedad y las normas de sus pares.[cita requerida] Las personas evalúan la adecuación de sus acciones comparándolas con dichas normas sociales.[cita requerida] Sin embargo, lo que se percibe como norma puede no ser necesariamente el comportamiento más común. En algunos casos de ignorancia pluralista, la mayoría de las personas cree erróneamente que la norma social es una cosa, cuando en realidad muy pocos la sostienen.[cita requerida]
Cuando las personas se vuelven más conscientes de una norma social, especialmente de una norma descriptiva (es decir, que describe lo que se hace), su comportamiento tiende a acercarse a esa norma. El poder de estas normas puede aprovecharse mediante el marketing basado en normas sociales, donde se publicita la norma con el objetivo de frenar comportamientos extremos, como el consumo excesivo de alcohol. No obstante, las personas en el otro extremo (con consumo muy bajo de alcohol) también pueden cambiar su comportamiento acercándose a la norma, en este caso aumentando su consumo.
En lugar de usar normas descriptivas, puede ser más eficaz emplear normas injuntivas, que no describen el comportamiento más común, sino lo que la sociedad aprueba o desaprueba. Al ser conscientes de la norma injuntiva, solo los extremos tienden a modificar su comportamiento (reduciendo el consumo de alcohol), sin provocar el efecto búmeran de quienes consumen poco.
Las normas sociales que guían a las personas no siempre son normales para todos. Comportamientos anormales para la mayoría pueden considerarse normales dentro de un subgrupo o subcultura. Por ejemplo, para los estudiantes universitarios, puede ser normal asistir a fiestas y consumir alcohol, mientras que en una subcultura religiosa, lo normal podría ser asistir a la iglesia y participar en actividades religiosas. Las subculturas pueden rechazar activamente el comportamiento "normal", sustituyendo las normas sociales generales por las propias.
Lo que se considera normal puede cambiar según el tiempo y el entorno. La normalidad puede verse como "un proceso interminable de autoconstrucción del hombre y de remodelación de su mundo". Desde esta perspectiva, se puede concluir que la normalidad no es un término absoluto, sino un término relativo basado en una tendencia temporal. Con las estadísticas, esto se compara a la idea de que si los datos recopilados ofrecen una media y una desviación estándar, con el tiempo estos datos que predicen lo "normal" pierden utilidad, ya que la concepción social de la normalidad es dinámica. Esto se refleja en estudios sobre comportamiento en psicología y sociología, donde rituales de cortejo o religiosos pueden cambiar en tan solo un siglo, mostrando que lo que se considera "normal" en estas prácticas también evoluciona.
Dado que la normalidad varía con el tiempo y el entorno, la media y la desviación estándar solo son útiles para describir la normalidad dentro del contexto en que se recolectaron los datos.

#### Comportamiento sexual
Otro ejemplo es el del comportamiento sexual, cuya percepción sobre qué es normal varía considerablemente con el tiempo y entre culturas. En muchos países, las opiniones sobre la sexualidad humana se están volviendo más liberales, especialmente en lo referente a la normalidad de la masturbación y la homosexualidad. La comprensión social de lo sexualmente normal también varía ampliamente de país a país; algunos pueden clasificarse como conservadores, permisivos hacia la homosexualidad o liberales.
En países como Estados Unidos, Irlanda y Polonia, los estudiantes universitarios suelen tener una visión más conservadora sobre la sexualidad, mientras que en Escandinavia se considera una gama más amplia de prácticas sexuales como normales. Aunque se han hecho intentos de definir actos sexuales como normales, anormales o indeterminados, estas definiciones son sensibles al tiempo. El modelo de normalidad sexual de Gayle Rubin desarrollado en los años 80 fue completo en su momento, pero ha quedado obsoleto a medida que la sociedad se ha liberalizado.

### Regulación
Existe una disonancia entre la identidad virtual del yo y su identidad social real, ya sea en forma de rasgo o atributo. Si no existe tal disonancia, se describe a la persona como normal. La identidad virtual puede definirse de muchas maneras, pero en este caso se refiere a la imagen mental que una persona crea de sí misma en conformidad con las normas sociales, aunque no refleje su verdadera naturaleza. La identidad social real es la que la persona tiene efectivamente o la que es percibida por otros. Cuando hay diferencias entre ambas identidades, se dice que existe disarmonía. Las personas pueden vigilar y adaptar su comportamiento según las expectativas sociales, lo que se describe con la teoría de la autopresentación. En este sentido, la normalidad existe según las normas sociales, y el juicio de si alguien es normal depende de cómo esa persona se percibe en contraste con cómo la sociedad la percibe. Aunque intentar definir y cuantificar la normalidad es un buen punto de partida, todas las definiciones enfrentan el problema de si estamos describiendo una idea que realmente existe, dada la diversidad de interpretaciones del concepto.

### Efectos del etiquetado
Cuando las personas no se ajustan al estándar de normalidad, a menudo son etiquetadas como enfermas, discapacitadas, anormales o inusuales, lo que puede llevar a marginación o estigmatización. La mayoría de las personas desea ser normal y se esfuerza por ser percibida como tal, para poder relacionarse con la sociedad en general. Al no tener cosas en común con la mayoría, una persona puede sentirse aislada. La persona "anormal" siente que tiene menos en común con los demás, y a otros les cuesta empatizar con experiencias ajenas. Además, la anormalidad puede incomodar a los demás, aumentando la separación con el individuo etiquetado.[cita requerida]

## Normalidad clínica
Aplicar el concepto de normalidad en el ámbito clínico depende del campo y la situación en la que se encuentre el profesional. En un sentido amplio, la normalidad clínica es la idea de uniformidad en el funcionamiento físico y psicológico entre los individuos.
La normalidad psiquiátrica, en un sentido general, sostiene que las psicopatologías son trastornos que constituyen desviaciones de la normalidad.
La normalidad y la anormalidad pueden caracterizarse estadísticamente. Relacionado con la definición anterior, la normalidad estadística suele definirse en términos de una curva de distribución normal, donde la llamada "zona normal" suele abarcar el 95.45 % de todos los datos. El 4.55 % restante se distribuye fuera de dos desviaciones estándar desde la media. Por tanto, cualquier caso variable que se sitúe fuera de dos desviaciones de la media se considera anormal. Sin embargo, el valor crítico de tales juicios estadísticos puede ajustarse de forma subjetiva a una estimación menos conservadora. De hecho, es normal que en una población exista una proporción de individuos anormales. La presencia de anormales es importante porque es necesaria para definir qué es "normal", dado que la normalidad es un concepto relativo. Así, a nivel de análisis grupal o nivel de análisis macro, las anormalidades son normales dentro de una encuesta demográfica; mientras que, a nivel individual, los sujetos anormales son vistos como desviados de alguna manera que necesita ser corregida.

### DSM
El Manual diagnóstico y estadístico de los trastornos mentales o MDE (en el original en inglés, Diagnostic and Statistical Manual of Mental Disorders o DSM), editado por la Asociación Estadounidense de Psiquiatría (en inglés, American Psychiatric Association [APA]), es un sistema de clasificación de los trastornos mentales que proporciona descripciones de las categorías diagnósticas, con el fin de que los clínicos e investigadores de las ciencias de la salud puedan diagnosticar, estudiar, intercambiar información y tratar los distintos trastornos.
Es utilizado por investigadores, agencias reguladoras de medicación psiquiátrica, compañías de seguros de salud, empresas farmacéuticas, el sistema judicial y responsables de políticas públicas. Algunos profesionales de la salud mental usan el manual para determinar y comunicar un diagnóstico tras la evaluación de un paciente. Hospitales, clínicas y aseguradoras en Estados Unidos pueden requerir un diagnóstico DSM para todos los pacientes con trastornos mentales. Investigadores en salud utilizan el DSM para categorizar pacientes con fines científicos.
El DSM evolucionó a partir de sistemas para recopilar estadísticas censales y hospitalarias psiquiátricas, así como de un manual del Ejército de los Estados Unidos. Las revisiones desde su primera publicación en 1952 han incrementado gradualmente el número total de trastornos mentales, eliminando aquellos que ya no se consideran como tales.
Las ediciones recientes del DSM han sido elogiadas por estandarizar el diagnóstico psiquiátrico basado en evidencia empírica, en contraste con la nosología orientada a teorías (rama de la medicina que se ocupa de la clasificación de enfermedades) utilizada en el DSM-III.[cita requerida] Sin embargo, también ha generado controversias y críticas, incluyendo cuestionamientos sobre la fiabilidad y validez de muchos diagnósticos; el uso de divisiones arbitrarias entre la enfermedad mental y la "normalidad"; posible sesgo cultural; y la medicalización del sufrimiento humano. La misma APA ha publicado que la fiabilidad entre evaluadores es baja para muchos diagnósticos del DSM-5, incluyendo el trastorno depresivo mayor y el trastorno de ansiedad generalizada.